# くりぃむしちゅーのどっきり大作戦
『くりぃむしちゅーのどっきり大作戦』（くりぃむしちゅーのどっきりだいさくせん）は、日本テレビ系で不定期で放送されたドッキリバラエティのお笑い特別番組である。

## 概要
2005年3月29日放送の『くりぃむ芸能人研究所どっきり大作戦SP』を番組タイトルとしてスタートされた。
くりぃむしちゅーが芸能人たちとどっきりにひっかける番組で、内容は芸能界が芸能人を不満や悩みを訴えて依頼し、有田指令本部長が指示にしたがわせて解決する。
第2回から『卍くりぃむVS芸能人卍卍爆笑どっきり大作戦卍』と言うタイトルで卍（まんじ）が4つ書かれている。
第4回以後しばらく新作の放送が無かったが、2009年10月10日22:00 - 23:24に第5回（事実上の復活スペシャル）が放送された。
2007年10月から2008年3月には同様の番組『オトナの資格』が土曜17:30枠に放送されている。
第5回放送から9ヶ月後の2010年7月2日には本番組のコンセプトを一部継承した『うわっ!ダマされた大賞』が同局で放送されている。

## 特徴
どっきりのためだけに偽の民族や村、店を作ったりなど、多額の資金を投入している。そのため第2回以降のサブタイトルには毎回、「お弁当がでません」や「ギャラが減ります」等といったことが書かれている。また、司会の有田はかなり派手な衣装を着ていて、第2回では「実際に金をかけたのはこれではないか」と言われたことがある。
どっきりの進行中、シミュレーションのために関係のない芸人がどっきりにはめられたり、仕掛け人やスタッフの判断で依頼人もどっきりの巻き添えになることがある。ちなみにワッキー（ペナルティ）と田中卓志（アンガールズ）は毎回同じ趣旨のどっきりにひっかかっており、ワッキーは第4回では逆どっきりにまでひっかかっている。

## 主なドッキリ
- 偽民族レポートドッキリ

コンビ愛を確かめるため海外レポートとして秘境の村の偽民族（演じているのは現地の人）を取材するが、そこで掟を破り相方が囚われの身になってしまう。その時ターゲットが相方を助けるか、自分の身を優先し逃げるかを調べる。
ドッキリの中でもかなりスケールが大きく、何にもない土地に数週間で集落を完成させるというちょっとした土木工事並みのレベルである。
- 偽村おこしドッキリ

「巨大電気ウナギで電力発電」「巨大ミミズで電力発電」といった村おこしを芸人がレポートするが、ちょっとしたことでその生物が住む場所に落ちてしまい命の危機に陥るというドッキリ。もちろんそんな生物など存在しない。
このドッキリではシミュレーションとしてターゲットとは関係ない芸人まではめられる。また、依頼者の方が悪いという事で依頼者が、相方への嫉妬として仕掛け人がはめられることがある。
- 偽風俗ドッキリ

偽の風俗にターゲットをおびきだし、その後衆人環視の中恥ずかしい格好でさらされるというドッキリ。
ワッキーの場合は衆人環視の中市中引き回された揚句、いきなり特設会場で小道具（毎回しゃもじ）を使って一発芸をさせられる。
一度堤下敦に自分プロデュースでかけようとしたが、本人が一番楽しんでいるという事で逆ドッキリにかけられた。

## 番組タイトル・放送日
※放送時間はいずれも日本標準時。
| 放送回数 | 放送日及び放送時間           | 番組タイトル                                                                     | 視聴率 | 備考  |
| -------- | ---------------------------- | -------------------------------------------------------------------------------- | ------ | ----- |
| 第1回    | 2005年3月29日 19:00 - 20:54  | くりぃむ芸能人研究所どっきり大作戦SP                                             |        |       |
| 第2回    | 2006年1月8日 19:58 - 21:48   | 卍くりぃむVS芸能人卍卍爆笑どっきり大作戦卍仕掛けに金かけすぎて交通費が出ませんSP | 16.5%  | [ 3 ] |
| 第3回    | 2006年10月5日 21:00 - 22:48  | 卍くりぃむVS芸能人卍卍爆笑どっきり大作戦卍仕掛けに金かけすぎてお弁当が出ませんSP | 13.4%  | [ 4 ] |
| 第4回    | 2007年4月5日 21:30 - 23:18   | 卍くりぃむVS芸能人卍卍爆笑どっきり大作戦卍仕掛けに金かけすぎてギャラが減りますSP | 12.9%  | [ 5 ] |
| 第5回    | 2009年10月10日 22:00 - 23:24 | 卍くりぃむVS芸能人卍卍爆笑どっきり大作戦卍上地雄輔ダマしたんで番組好感度最低ねSP | 13.8%  | [ 6 ] |

## 出演者

### 司会・進行
総合司会
- くりぃむしちゅー
  - 上田晋也
  - 有田哲平

アシスタント
- 佐藤良子（日本テレビアナウンサー）

## ゲスト

### スタジオ
- 第2回 - 石田純一、飯島愛、次長課長（河本準一・井上聡）、安田大サーカス（団長・HIRO・クロちゃん）、インパルス（堤下敦・板倉俊之）
- 第3回 - 石原良純、飯島愛、山本梓、レギュラー（松本康太・西川晃啓）、バナナマン（設楽統・日村勇紀）、アンガールズ（田中卓志・山根良顕）、ザ・たっち（たくや・かずや）
- 第4回 - 石原良純、磯野貴理、小倉優子、出川哲朗、モンキッキー、ますだおかだ（増田英彦・岡田圭右）、ペナルティ、アンガールズ、レイザーラモンHG、堤下敦（インパルス）
- 第5回 - 秋野暢子、東国原英夫宮崎県知事（当時）、上原美優、インパルス、オードリー（若林正恭・春日俊彰）、響（長友光弘・小林優介）

### 依頼した芸能人
- 飯島愛
- 金山一彦
- 小林優介（響）
- 設楽統（バナナマン）
- ジャガー横田
- 出川哲朗
- 梨元麻里奈（梨元勝の娘）
- 西川晃啓（レギュラー）←自分もやられた
- 野々村俊恵
- 増田英彦（ますだおかだ）
- 山根良顕（アンガールズ）
- 若林正恭（オードリー）

### レポーター
- インパルス
- 小沢一敬（スピードワゴン）
- 出川哲朗
- モンキッキー

### 仕掛け人の芸能人
- 江守徹
- 加藤茶
- 金山一彦
- ジャガー横田
- 庄司智春（品川庄司）
- 東海林のり子
- 梨元麻里奈
- Mr.マリック
- 芳本美代子
- インリン・オブ・ジョイトイ

### どっきりにはまった芸能人
- 東貴博（Take2）
- 井戸田潤（スピードワゴン）
- 岡田圭右（ますだおかだ）
- 春日俊彰（オードリー）
- 上地雄輔
- カンニング竹山
- 木下博勝
- ザ・たっち
- 田中卓志（アンガールズ）
- 長州小力
- 長友光弘（響）
- 梨元勝
- 野々村真
- 日村勇紀（バナナマン）
- ボビー・オロゴン
- 松本康太（レギュラー）
- 山口もえ
- ワッキー（ペナルティ）
- 波田陽区
- はなわ

ほか

## スタッフ（第1〜5回）
- ナレーター : 垂木勉、木村匡也
- 構成 : 森一盛/上野耕平、桝本壮志、吉橋広宣、藤井靖大、石川裕郁、西村隆志、カツオ
- TM : 江村多加司
- SW : 木村博靖
- CAM : 松嶋賢一
- 音声 : 今野健
- VE : 三山隆浩
- 照明 : 小笠原雅登
- ロケ技術 : 鴇田晴海（EAT）
- モニター : ミジェット
- CG : ドラゴンファクトリー
- 美術 : 中原晃一、小宮菜々子
- デザイン : 小林俊輔、大竹潤一郎
- 美術進行 : 大川明子
- 大道具 : 岩野健一
- 小道具 : 米山幸市
- メカシステム : 二階堂哲也
- 電飾 : 柏木淳、稲葉光宣
- 衣裳 : 宮田薫
- 持道具 : 高橋由美
- メイク : 奥松かつら
- VTR編集 : 若宮慎也（スタジオヴェルト）
- MA : 奥田幸裕（スタジオヴェルト）
- ノンリニア編集 : 亮木雄大（スタジオヴェルト）
- 音効 : 幾代学・佐藤賢治（SPOT）
- TK : 塚越倫子
- リサーチ : 宮内智弘（フォーミュレーション）
- 編成 : 松隈美和
- 編成企画 : 鯉渕友康
- 広報 : 斉藤由美
- デスク : 小林祐子
- AD : 渡辺春佳、山崎恵美子、大友彩奈
- AP : 柴田雅美、原田里美、矢嶋麻実
- ディレクター : 田口マサキ、小俣猛、藤田幸伸
- 演出 : 新井秀和
- プロデューサー : 小沢太郎/永井英樹、天笠ひろ美（THE WORKS）
- 総合演出 : 財津功
- チーフプロデューサー : 安岡喜郎
- 技術協力 : NiTRo
- 美術協力 : 日テレアート
- 制作協力 : AX-ON
- 製作著作 : 日テレ

### 過去のスタッフ
- チーフプロデューサー : 吉川圭三
- プロデューサー : 東山将之/阿部滋子、佐々木貴幸
- AP : 白石綾子、三浦佳憲、佐野優子
- ディレクター : チャーリー小林、古山晃、諏訪陽介、福元洋之、大場剛、福島伸次郎、河野雄平、廣田健介、井上圭、タカハシミミズ
- 構成 : 柏木克紀
- リサーチ : 島中譲
- 制作進行 : 渡邉禎
- デスク : 内田佳与子
- 編成 : 大澤弘子
- 編成企画 : 毛利忍・薗田恭子
- 広報 : 笹木奈緒美
- TM : 古川誠一
- SW : 米田博之、安藤康一
- CAM : 榎本丈之、荻野高康
- 音声 : 太田黒健至、白水英国
- VE : 岡田真紀、石山実
- 照明 : 小川勉、下平好実
- マルチモニター : 小内一豊
- CG : アイブリックスタジオ
- 美術 : 磯村英俊
- 大道具 : 沖田浩史、本郷寿樹
- 小道具 : 丸山善之、中島浄
- メカシステム : 二階堂哲也
- 電飾 : 稲葉光宣
- 特殊装置 : 佐藤政仁
- 特殊効果 : 平井隆生
- 衣裳 : 松本麻由
- 持道具 : 柳下晃一、三野尚子
- メイク : 村上静子
- VTR編集 : 横山亜希子、土井敬士
- MA : 水野貴浩
- ノンリニア編集 : 横山亜希子、佐藤翔太
- 音効 : 譲矢健志、岡田淳一
- 制作協力 : ザイオン、Sp!ce Factory、chariie's ZORO